# Moara Nouă, Dâmbovița
Moara Nouă este un sat în comuna Sălcioara din județul Dâmbovița, Muntenia, România.
La recensământul din 18 martie 2002, populația satului Moara Nouă era de 20 locuitori și satul avea 9 de case. 